# اورتاکلار
اورتاکلار (به ترکی استانبولی: Ortaklar) شهری است در کشور ترکیه که در استان آیدین واقع شده‌است. جمعیت این شهر بر اساس سرشماری سال ۲۰۰۸ میلادی ۱۲٬۹۱۲ نفر و بر اساس برآوردهای سال ۲۰۰۹ میلادی ۱۲٬۸۵۱ نفر می‌باشد.